# Ambystoma leorae
Ambystoma leorae is een salamander uit de familie molsalamanders (Ambystomatidae). De soort werd voor het eerst wetenschappelijk beschreven door Edward Harrison Taylor in 1943. Oorspronkelijk werd de wetenschappelijke naam Rhyacosiredon leorae gebruikt.

## Verspreiding en leefgebied
Deze soort komt slechts voor in rondom de stad Rio Frio, dicht bij de grens met Puebla, in Centraal-Mexico op een hoogte van 3000 meter boven zeeniveau.